# مصلح (فیلم ۱۹۹۷)
مصلح یا صلح ساز (به انگلیسی: The Peacemaker) فیلمی تریلر اکشن و سیاسی آمریکایی محصول سال ۱۹۹۷ به کارگردانی میمی لدر است. این اولین فیلم شرکت دریم ورکز (به انگلیسی: Dream Works) است. اکثر سکانسهای این فیلم در مقدونیه شمالی و روسیه و تعدادی از سکانسها هم در نیویورک، فیلادلفیا و براتیسلاوا فیلمبرداری شده‌است.
این فیلم بر اساس کتاب یک نقطه امن (به انگلیسی: One Point Safe) با موضوع وضعیت کلاهکهای هسته ای روسیه ساخته شده‌است.

## داستان
در یک کلیسای ارتدکس شرقی در شهر پاله بوسنی و هرزگوین، وزیر امور خارجه بوسنی و هرزگوین کشته می‌شود.
در یک پایگاه موشکی در روسیه، موشکهای ICBM SS-18 در حال تجزیه هستند. ده کلاهک هسته ای روی قطار بارگیری می‌شود تا برای خلع سلاح و اوراق شدن به یک سایت جداگانه فرستاده می‌شود. در بین راه ژنرال روسی الکساندر کودوروف به همراه یگان خود، سربازان را در قطار حمل و نقل کشته و ۹ کلاهک را به قطار دیگری منتقل می‌کند. سپس تایمر را بر روی کلاهک باقیمانده فعال می‌کند و قطار را به مسیر برخورد با قطار مسافری می‌فرستد. دقایقی بعد، کلاهک ۵۰۰ کیلو تنی منفجر می‌شود.
انفجار بلافاصله توجه دولت آمریکا را به خود جلب می‌کند. دکتر جولیا کلی (نیکول کیدمن)، کارشناس هسته‌ای کاخ سفید معتقد است که تروریستهای چچنی پشت این حادثه هستند. سرهنگ توماس دوو (Devoe) (جرج کلونی) سرهنگ نیروهای ویژه ارتش آمریکا معتقد است این انفجار به منظور پنهان کردن هدف اصلی دیگری انجام شده‌است. تماس با دوست دیرینه دوو و همتای روس وی، دیمیتری ورتیکوف، باعث تقویت این فرضیه می‌شود او به عنوان رابط نظامی دکتر کلی منصوب می‌شود.
کلی و دوو سعی می‌کنند تروریست‌ها را از طریق یک شرکت حمل و نقل اتریشی که پوششی برای مافیای روسی است، ردیابی کنند. اطلاعات شرکت حمل و نقل نشان می‌دهد که کلاهک‌های هسته ای به ایران می‌روند. ماهواره‌های جاسوسی کامیون را در یک ترافیک سنگین در داغستان نشان می‌دهند و دوو برای شناسایی آن از روسی استفاده می‌کند. با کمک ماهواره، سریعاً پلاک و کامیون ردیابی می‌شود.
کودوروف و افرادش در یک ایست بازرسی، نگهبانان را می‌کشند. سپس دوو برای متوقف کردن آنها یک واحد عملیات ویژه ایالات متحده را هدایت می‌کند. به دلیل ورود به حریم هوایی روسیه، یکی از هلیکوپترها توسط موشک سرنگون می‌شود، اما هلی کوپترهای باقی مانده قادر به یافتن کامیون حامل کلاهکها می‌شوند و در جریان درگیری کودوروف کشته می‌شود و نیروهای ویژه کلاهک‌ها را به دست می‌گیرند. بازجویی از اعضای بازمانده این گروه نشان می‌دهد که یکی از نفرات به همراه کلاهک فرار کرده‌است.
با تحقیقات بیشتر بر روی اطلاعات شرکت حمل و نقل، IFOR را به آدرسی سارایوو هدایت می‌کند. در یک فیلم ضبط شده ویدئویی، مردی یوگسلاویایی به نام گاوریچ هرگونه صلح و سازش در جنگ یوگسلاوی را رد کرده و می‌گوید من صرب، کروات و مسلمان هستم. او بقیه کشورها را به دلیل تهیه اسلحه به همه طرف‌ها در جنگ مقصر می‌داند. دکتر کلی متوجه می‌شود که گاوریچ قصد دارد بمب را در جلسه‌ای در مقر سازمان ملل در نیویورک منفجر کند. گاوریچ به همراه هیئت دیپلماتیک بوسنیایی وارد منهتن می‌شود. فلاش بکی در فیلم نشان می‌دهد که گاووریچ می‌خواهد بعلت مرگ همسر و دخترش که در سارایوو کشته شده‌اند انتقام بگیرد. وی و برادرش سرانجام توسط NYPD پیدا شدند. هنگامی که برادرش توسط دوو کشته می‌شود، گاووریچ زخمی شده فرار می‌کند. دوو با دانستن اینکه بمب ظرف چند دقیقه منفجر می‌شود، با گاوریچ که خودکشی کرده درگیر می‌شود و نمی‌تواند بمب رو غیرفعال کنه. چند ثانیه مانده به انفجار، کلی موفق میشه بخشی از پوسته لنز انفجاری بمب را از بین ببره و انفجار اصلی در هسته پلوتونیوم را متوقف کند. انفجار چاشنی اولیه کلیسا را خراب می‌کند، اما خود کلاهک منفجر نمی‌شود. دوو و کلی هر دو با صدمات جزئی زنده می‌مانند.

## بازیگران
- جرج کلونی
- نیکول کیدمن
- مارچل یورش
- الکساندر بالواو
- سباستین روشه
- رنه مدوسک
- راندال باتینکف
- هولت مک‌کالانی
- آرمین مولر-اشتال
- گوران ویسنجیک
- مایکل بوتمن
- کارلوس گومز
- آدام آلکسی-ماله